# Mezi světlem a tmou (Hvězdná brána)
Mezi světlem a tmou je 5. epizoda 1. řady sci-fi seriálu Hvězdná brána.

## Děj
SG-1 je doprovázena týmem SG-3 na planetu P3X-797. Ihned po příchodu, jsou napadeni skupinou divokých pravěkých lidí bydlících v lese jako zvířata. Když SG týmy jednoho z nich zastřelí, ostatní se rozutečou po lese. Při další cestě lesem, SG týmy opět narazí na skupinku primitivů, z nichž jeden napadne dívku, která se od primitivů značně liší. Náhle se objeví bíle oblečené postavy v kápích, které vrhají z praků kameny na primitivy a zaženou je. Jedna z postav se představí jako nejvyšší rada Tuplo a považuje SG týmy za bohy, protože přišli bránou. Tuplo vysvětluje, že místní obyvatelé jsou "Čistí" a jejich zemi nazývají "země světla". Divoši v lese jsou "Nečistí", občané "země světla", které prokleli zlí bohové. Nečistí byly pro čisté příliš nebezpeční a byli vykázáni do "země stínů". O'Neill usuzuje, že planeta nemá žádný strategický význam, protože Goa'uldi zde již dlouho nebyli a dává povel k návratu na Zemi.
Po návratu na Zemi, se poručík Johnson začne chovat agresivně a napadne Teal'ca. Johnson je odveden na ošetřovnu. Po nějaké době se u dalších členů SG začnou projevovat stejné symptomy jako u "Nečistých". Carterová se pokouší svádět O'Neilla, ale on pochopí, že i ona má záhadnou nemoc a vezme jí na ošetřovnu. Když později Daniel vyjadřuje starost o Carterovou, O'Neill začne bezdůvodně žárlit a Daniela napadne. Dr. Fraiserové se podaří z krve nakažených izolovat cizí organismus. Ten uvolňuje hormon, který stimuluje primitivní oblasti mozku. Generál Hammond nařizuje okamžitou karanténu v SGC. Dr. Fraiserová informuje Hammonda, že Teal'c, Daniel a ona jsou jediní, kteří nejsou nakaženi. Potřebuje vzorek krve od některého z "Čistých". Teal'c s Danielem se vrací na planetu. Daniel je unesen "Nečistými". Teal'c získá násilím vzorek krve jednoho ze strážných v Tuplově sídle. Přináší jej Dr. Fraiserové k analýze, ale Daniela nechal na planetě v "zemi stínů".
O'Neill, který je pod silnou dávkou sedativ, žádá Dr. Fraiserovou, aby na něm experimentovala v naději, že nalezne lék, ale ona odmítá. Při zkoumání vzorků krve, Dr. Fraiserová zjistí, že je v něm málo histaminu a uvědomí si, že Daniel a ona nebyli infikováni v důsledku používání jejich léku na alergii, který obsahuje antihistaminový prostředek. Cizí organismus se tedy "živí" histaminem a při jeho nedostatku nepřežije. Dr. Fraiserová syntetizuje silný antihistaminový prostředek, který nejdříve vyzkouší na O'Neillovi. Jakmile se O'Neill uzdraví, dostávají lék i ostatní a v SGC je zrušena karanténa.
SG týmy se vrací na P3X-797 a naleznou Daniela žijícího mezi "Nečistými". Bez svého léku na alergii byl také nakažen. Týmy jsou vybaveny zbraněmi s šipkami naplněné lékem Dr. Fraiserové. SG-1 vysvětluje Tuplovi, že "prokletí" je nemoc, a že mají lék, který uzdraví jejich ztracené členy rodin. Když se Daniel probere a je v pořádku, Tuplo a jeho lidé konečně uvěří a spěchají do lesa. SG-1 sleduje, jak z lesa vycházejí uzdravení "Nečistí" a radostně se shledávají se svými rodinami.